# Walne zgromadzenie
Walne zgromadzenie – najwyższy z organów prostej spółki akcyjnej, spółki akcyjnej, spółki komandytowo-akcyjnej albo spółdzielni, służący realizacji uprawnień akcjonariuszy (albo spółdzielców) do kierowania działalnością spółki (albo spółdzielni).
Zarówno prawo spółdzielcze w odniesieniu do spółdzielni, jak i kodeks spółek handlowych w odniesieniu do spółek wyróżnia dwa rodzaje walnego zgromadzenia: zwyczajne (ZWZ, ZWZA) i nadzwyczajne (NWZ, NWZA).

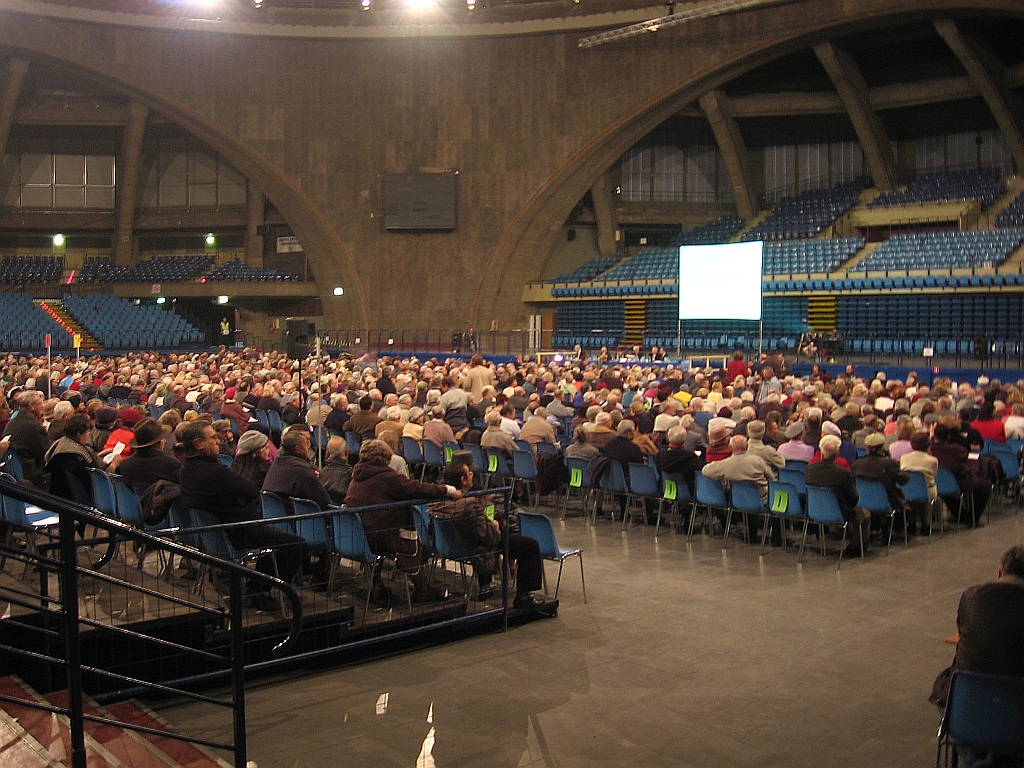
Walne zgromadzenie członków dużej spółdzielni mieszkaniowej we wrocławskiej Hali Ludowej (ponad tysiąc dwieście obecnych z dwunastotysięcznej spółdzielni)

## Walne zgromadzenie w spółkach akcyjnych

### Kompetencje walnego zgromadzenia
Walne zgromadzenie:
- rozpatruje i zatwierdza sprawozdania zarządu z działalności spółki oraz sprawozdanie finansowe za ubiegły rok obrotowy,
- udziela absolutorium członkom organów spółki z wykonania przez nich obowiązków,
- podejmuje postanowienia dotyczące roszczeń o naprawienie szkody wyrządzonej przy zawiązaniu spółki lub sprawowaniu zarządu albo nadzoru,
- decyduje o zbyciu lub wydzierżawieniu przedsiębiorstwa lub jego zorganizowanej części i o ustanowieniu na nich ograniczonego prawa rzeczowego,
- decyduje o nabyciu i zbyciu nieruchomości, użytkowania wieczystego lub udziału w nieruchomości, chyba że statut stanowi inaczej,
- emituje obligacje zamienne, obligacje z prawem pierwszeństwa i warranty subskrypcyjne,
- posiada prawo nabywania własnych akcji[3]
- rozstrzyga o użyciu kapitału zapasowego i rezerwowego.

Ponadto uchwała walnego zgromadzenia jest konieczna w przypadku zawarcia umowy o nabycie dla spółki jakiegokolwiek mienia za cenę przewyższającą jedną dziesiątą wpłaconego kapitału zakładowego od założyciela lub akcjonariusza albo dla spółki lub spółdzielni zależnej od założyciela lub akcjonariusza spółki, zawartej przed upływem dwóch lat od dnia zarejestrowania spółki.

### Przedmiot obrad walnego zgromadzenia
Przedmiotem obrad zwyczajnego walnego zgromadzenia powinno być:
- rozpatrzenie i zatwierdzenie sprawozdania zarządu z działalności spółki oraz sprawozdania finansowego za ubiegły rok obrotowy,
- powzięcie uchwały o podziale zysku albo o pokryciu straty,
- udzielenie członkom organów spółki absolutorium z wykonania przez nich obowiązków.

### Zwołanie walnego zgromadzenia
Walne zgromadzenie jest zwoływane przez zarząd. Zwyczajne walne zgromadzenie powinno zostać zwołane w terminie sześciu miesięcy po upływie każdego roku obrotowego.
Rada nadzorcza ma prawo zwołania zwyczajnego walnego zgromadzenia, jeżeli zarząd nie zwoła go w terminie określonym przez kodeks spółek handlowych, oraz nadzwyczajnego walnego zgromadzenia, jeżeli zwołanie go uzna za wskazane, a zarząd nie zwoła walnego zgromadzenia w terminie dwóch tygodni od dnia zgłoszenia odpowiedniego żądania przez radę nadzorczą.
Akcjonariusz lub akcjonariusze reprezentujący co najmniej jedną dwudziestą kapitału zakładowego mogą żądać zwołania nadzwyczajnego walnego zgromadzenia. Jeżeli w terminie dwóch tygodni od dnia przedstawienia żądania zarządowi nadzwyczajne walne zgromadzenie nie zostanie zwołane, sąd rejestrowy może, po wezwaniu zarządu do złożenia oświadczenia, upoważnić do zwołania nadzwyczajnego walnego zgromadzenia akcjonariuszy występujących z tym żądaniem.
Walne zgromadzenie zwołuje się przez ogłoszenie, które powinno być dokonane co najmniej na trzy tygodnie przed terminem walnego zgromadzenia.
Jeżeli wszystkie akcje wyemitowane przez spółkę są imienne, walne zgromadzenie może być zwołane za pomocą listów poleconych lub przesyłek nadanych pocztą kurierską, wysłanych co najmniej dwa tygodnie przed terminem walnego zgromadzenia. Walne zgromadzenie odbywa się w siedzibie spółki.

### Podmioty uprawnione do uczestniczenia w WZ i jego przebieg
W WZA mogą brać udział:
- uprawnieni z akcji imiennych i świadectw tymczasowych oraz zastawnicy i użytkownicy, którym przysługuje prawo głosu, jeżeli zostali wpisani do księgi akcyjnej co najmniej na tydzień przed odbyciem walnego zgromadzenia,
- uprawnieni z akcji na okaziciela, jeżeli dokumenty akcji zostały złożone w spółce co najmniej na tydzień przed terminem tego zgromadzenia i nie zostały odebrane przed jego ukończeniem.
- członkowie zarządu i rady nadzorczej.

Akcjonariusze spółek publicznych posiadający akcje zdematerializowane, jeżeli chcą wziąć udział w WZ, powinni złożyć w spółce imienne świadectwa depozytowe wystawione przez podmiot prowadzący rachunek papierów wartościowych.
Akcjonariusze mogą uczestniczyć w walnym zgromadzeniu oraz wykonywać prawo głosu osobiście lub przez pełnomocników. Co do zasady uchwały zapadają bezwzględną większością. Większość kwalifikowana jest wymagana w następujących przypadkach:
- emisja obligacji zamiennych i obligacji z prawem pierwszeństwa objęcia akcji, zmiana statutu, umorzenie akcji, obniżenie kapitału zakładowego, zbycie przedsiębiorstwa albo jego zorganizowanej części i rozwiązanie spółki – 3/4 głosów,
- zmiana statutu, zwiększająca świadczenia akcjonariuszy lub uszczuplająca prawa przyznane osobiście poszczególnym akcjonariuszom wymaga zgody wszystkich akcjonariuszy, których dotyczy,
- istotna zmiana przedmiotu działalności spółki – większość 2/3 głosów.

Co do zasady głosowanie jest jawne. Tajne głosowanie zarządza się przy wyborach oraz nad wnioskami o odwołanie członków organów spółki lub likwidatorów, o pociągnięcie ich do odpowiedzialności, jak również w sprawach osobowych. Poza tym należy zarządzić tajne głosowanie na żądanie choćby jednego z akcjonariuszy obecnych lub reprezentowanych na walnym zgromadzeniu. Uchwały walnego zgromadzenia powinny być umieszczone w protokole sporządzonym przez notariusza.

### Zaskarżanie uchwał WZA, stwierdzenie nieważności uchwały
Uchwała walnego zgromadzenia:
- sprzeczna ze statutem lub sprzeczna z dobrymi obyczajami

i
- godząca w interes spółki lub mająca na celu pokrzywdzenie akcjonariusza

może być zaskarżona w drodze powództwa o uchylenie uchwały wytoczonego przeciwko spółce. Prawo do wytoczenia powództwa o uchylenie uchwały walnego zgromadzenia przysługuje:
- zarządowi
- radzie nadzorczej
- poszczególnym członkom tych organów
- akcjonariuszowi, który głosował przeciwko uchwale, a po jej powzięciu zażądał zaprotokołowania sprzeciwu
- akcjonariuszowi bezzasadnie niedopuszczonemu do udziału w walnym zgromadzeniu
- akcjonariuszom, którzy nie byli obecni na walnym zgromadzeniu, jedynie w przypadku wadliwego zwołania walnego zgromadzenia lub też powzięcia uchwały w sprawie nieobjętej porządkiem obrad.

Powództwo o uchylenie uchwały walnego zgromadzenia może być wniesione w terminie miesiąca od dnia otrzymania wiadomości o uchwale, nie później jednak niż w terminie sześciu miesięcy od dnia powzięcia uchwały.
Podmiotom uprawnionym do wniesienia powództwa o uchylenie uchwały przysługuje również prawo do wniesienia przeciwko spółce powództwa o stwierdzenie nieważności uchwały walnego zgromadzenia sprzecznej z ustawą. Prawo do wniesienia powództwa wygasa z upływem sześciu miesięcy od dnia, w którym uprawniony powziął wiadomość o uchwale, nie później jednak niż z upływem dwóch lat od dnia powzięcia uchwały.

## Walne zgromadzenie w spółdzielniach
Członek spółdzielni może uczestniczyć w walnym zgromadzeniu osobiście lub przez pełnomocnika i dysponuje zawsze tylko jednym głosem niezależnie od tego, ile posiada udziałów.
Statut spółdzielni może postanowić, że jeżeli liczba członków przekroczy liczbę w nim określoną, walne zgromadzenie członków zostaje zastąpione przez zebranie przedstawicieli. Wówczas do zebrania przedstawicieli stosuje się odpowiednio przepisy ustawy i statutu o walnych zgromadzeniach.